# Concorso internazionale Yehudi Menuhin per giovani violinisti
Il Concorso internazionale Yehudi Menuhin per giovani violinisti (o semplicemente il Concorso Menuhin) è un concorso musicale internazionale per violinisti di età inferiore ai 22 anni. Fondato da Yehudi Menuhin nel 1983 con l'obiettivo di coltivare giovani violinisti. Nei suoi primi anni il concorso ebbe luogo a Folkestone, sulla costa meridionale dell'Inghilterra. Dal 1998 è stato tenuto ogni due anni in diverse città del mondo. Molti dei precedenti vincitori del concorso, tra cui Julia Fischer, Tasmin Little e Nikolaj Znaider, hanno seguito importanti carriere internazionali.

## Il concorso
Membro della European Union of Music Competitions for Youth (EMCY), il concorso Menuhin viene organizzato ogni due anni, ogni volta in una città diversa con il supporto di sponsor locali. I concorsi recenti sono stati trasmessi in diretta su Internet.

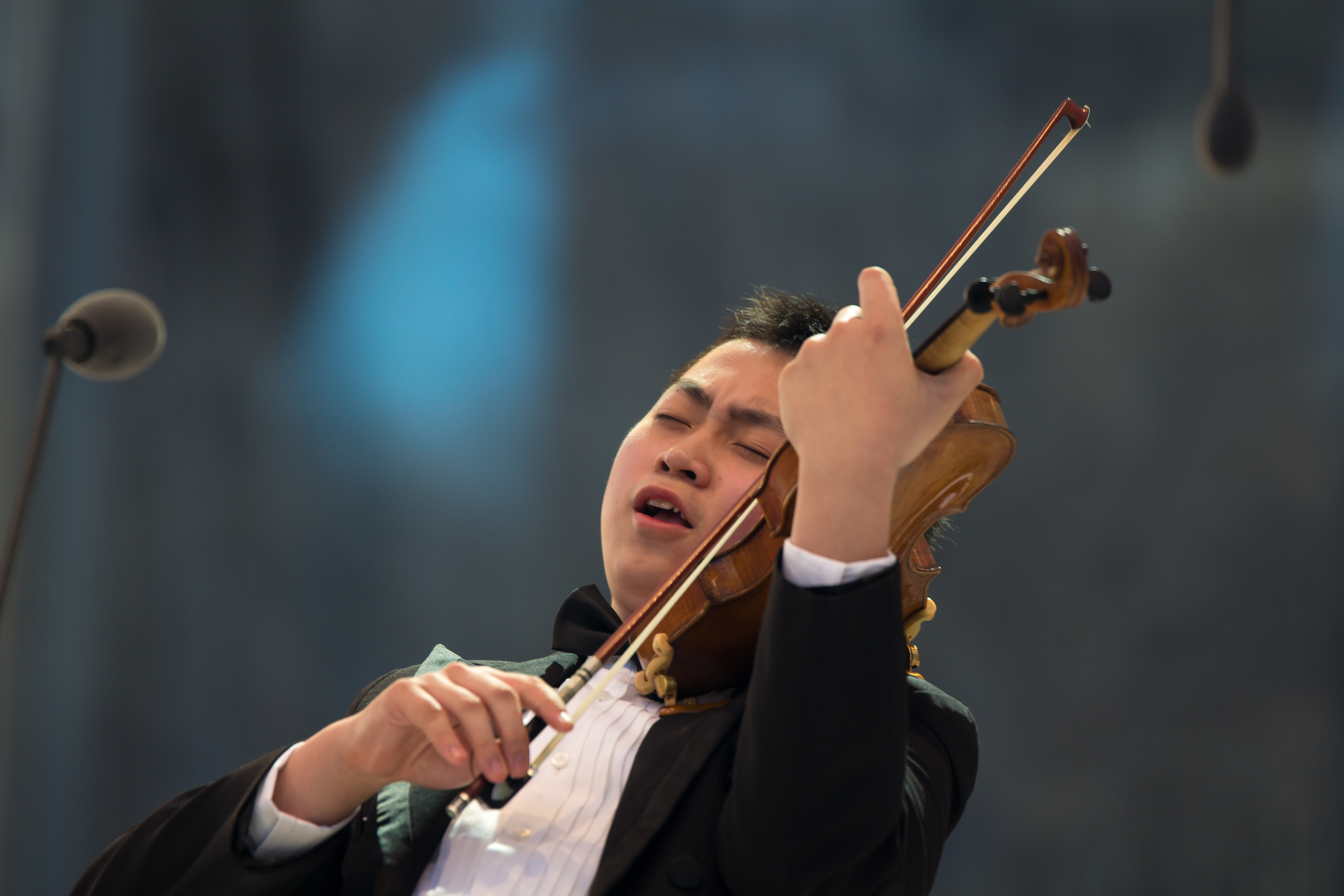
Ziyu He, Vincitore del Primo premio Senior nel 2016.

Il concorso è aperto ai violinisti di qualsiasi nazionalità di età inferiore ai 22 anni. I concorrenti sono preselezionati tramite registrazione video e competono in tre turni durante il concorso effettivo. C'è un repertorio obbligatorio, che viene scelto dagli organizzatori del concorso. I concorrenti però eseguono anche un brano di violino da virtuoso di loro scelta come parte delle semifinali. Nel primo turno ad ogni concorrente viene anche assegnata una frase da quattro a otto battute su cui improvvisare per tre minuti.
Negli anni successivi il repertorio richiesto ed i concerti di gala hanno compreso nuovi lavori appositamente commissionati per il concorso o opere strettamente associate al paese ospitante. Al concorso di Oslo del 2010 le composizioni di Paganini prima richieste furono sostituite con opere del violinista e compositore norvegese Ole Bull in occasione del bicentenario della sua nascita. Il concorso del 2008 a Cardiff ha visto la prima mondiale del compositore gallese Mervyn Burtch Elegy for King Arthur. Il concorso del 2014 ad Austin, Texas ha incluso due anteprime mondiali di opere a tema texano: Black-eyed Suzy di Donald Grantham e The Cowboy and the Rattlesnake di Dan Welcher. Le tre opere commissionate in anteprima al concorso londinese del 2016 sono state Visions di John Rutter, Hora Bessarabia di Roxanna Panufnik e Shpigl di Òscar Colomina Bosch.
Nella categoria Senior i premi in denaro vengono assegnati ai primi quattro posti, mentre nella categoria Junior (sotto i 16 anni) vengono assegnati premi in denaro ai primi cinque posti. Ci sono anche un certo numero di premi in denaro individuali. Questi includono il Premio Bach per la migliore esecuzione delle opere per violino di Johann Sebastian Bach, donato in memoria di Robert Masters, il direttore fondatore della Yehudi Menuhin School. Il vincitore del primo premio nella categoria Senior riceve anche un prestito di un anno per un violino Stradivari dell'"epoca d'oro". Il vincitore del primo premio della categoria Junior riceve un prestito di un anno per un "buon vecchio violino italiano".
Il concorso del 2016 ha avuto 44 concorrenti, 37 ragazze e sette ragazzi. I primi quattro premi nella categoria Senior sono stati vinti da giovani violinisti provenienti da Cina, Corea del Sud e Taiwan. I primi classificati nella categoria Junior provenivano da Stati Uniti, Corea del Sud, Svezia e Germania.

## Storia

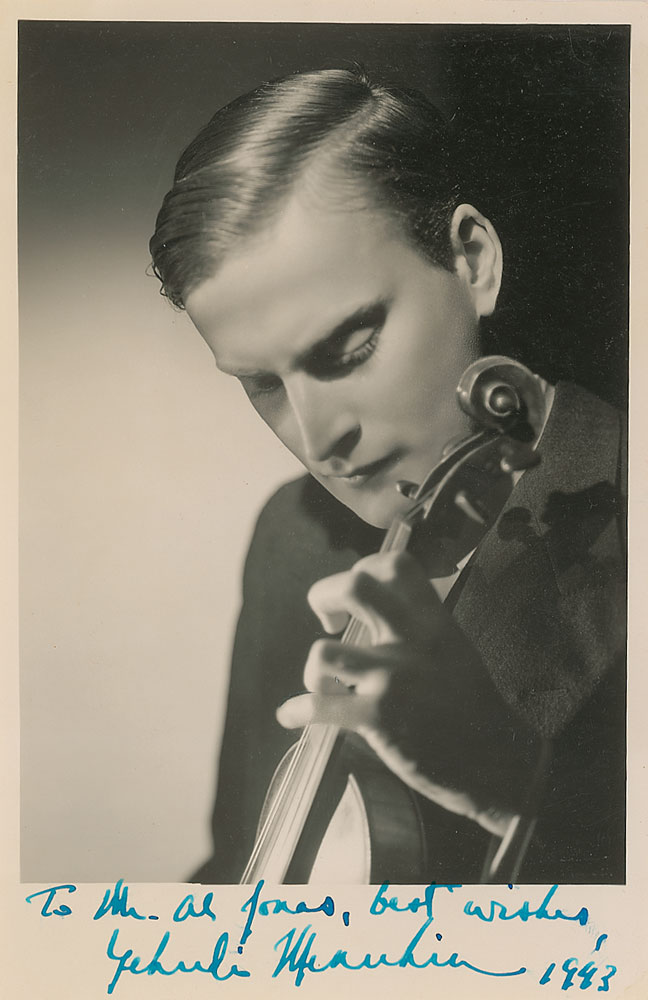
Yehudi Menuhin, il fondatore del concorso che porta il suo nome.

Il concorso fu fondato da Yehudi Menuhin e Robert Masters, che sono stati determinanti nella fondazione della Yehudi Menuhin School. Il concorso si svolse per la prima volta nel 1983 a Folkestone, sulla costa meridionale dell'Inghilterra e vi si stabilì per i primi 15 anni con lo stesso Menuhin che dirigeva corsi di perfezionamento per i concorrenti. Dopo una pausa di tre anni dopo il concorso del 1995 riprese nel 1998 a Boulogne-sur-Mer sul versante francese della Manica e tornò a Folkestone nel 2000. All'inaugurazione del primo concorso Yehudi Menuhin disse:
Dopo la morte di Menuhin il pianista Gordon Back, che era stato l'accompagnatore del concorso sin dalla sua fondazione, rilevò la direzione artistica del concorso, espandendo il programma in un formato festival con la competizione che si svolgeva tra concerti, corsi di perfezionamento, educazione e sensibilizzazione agli avvenimenti. Il concorso iniziò anche a spostare ogni volta la sua sede in un'altra città internazionale. Dal 2002 al 2014 il concorso si è svolto in:
- Boulogne-sur-Mer, con sede all'École nationale de musique et de danse (2002)[9]
- Londra, con sede alla Royal Academy of Music (2004)[11]
- Boulogne-sur-Mer, con sede all'École nationale de musique et de danse (2006)[9]
- Cardiff, con sede al Royal Welsh College of Music e Drama con i suoi concerti di gala tenuti alla St David's Hall (2008)[5]
- Oslo, con sede presso la Norwegian Academy of Music (2010)[4]
- Pechino, con sede al China Central Conservatory of Music (2012)[13]
- Austin, Texas, con sede alla Sarah and Ernest Butler School of Music (2014)[14]

Nel 2016, il centenario della nascita di Menuhin, il concorso tornò a Londra, dove ancora una volta si svolse presso la Royal Academy of Music, con i suoi concerti di gala tenuti alla Royal Festival Hall. Il concorso del 2018 si è tenuto a Ginevra, in Svizzera.

## Organizzazione
Il Concorso Menuhin è gestito dal Menuhin Competition Trust, un ente benefico registrato nel Regno Unito. Il suo presidente è il violinista e direttore d'orchestra giapponese Joji Hattori. Il trust ha anche stretti legami con la famiglia Menuhin. La figlia di Yehudi Menuhin, Zamira Menuhin-Benthall, è la patrona a vita e suo nipote Aaron Menuhin è uno dei fiduciari.
Il direttore artistico del concorso è il pianista Gordon Back.
A partire dal 2016 la presidente della giuria è la violinista americana Pamela Frank, che ha ricoperto la carica dal 2012. Tra i membri della giuria passati ci sono Maxim Vengerov, Dong-Suk Kang, Arabella Steinbacher, Ray Chen, Jeremy Menuhin, Julia Fischer, e Tasmin Little.

## Premi degni di nota

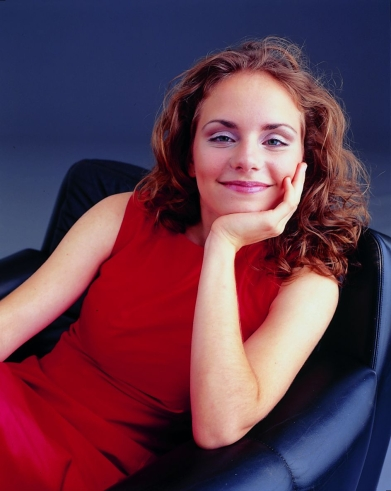
Julia Fischer, Vincitrice del primo premio Junior nel 1995 e membro della giuria del concorso del 2016.

Tra i vincitori del passato che hanno seguito carriere internazionali figurano:
- Tasmin Little (Categoria Senior: 3º premio nel 1983 e Categoria Senior: 2º premio nel 1985)
- Lara St. John (Categoria Junior: 4º premio nel 1985)* Joji Hattori (Categoria Senior: 4º premio nel 1987 e Categoria Senior: 1º premio, Premio Bach e Premio Audience nel 1989)
- Nikolaj Znaider (Categoria Senior: 5º premio e premio Audience nel 1991)
- Daishin Kashimoto (Categoria Junior: 1º premio nel 1993)
- Julia Fischer (Categoria Junior: 1º premio nel 1995)
- Ilya Gringolts (Categoria Junior: 6º premio nel 1995)
- Jiafeng Chen (Categoria Senior: 2º premio nel 2008)
- Ray Chen (Categoria Junior: 3º premio, 2004 e Categoria Senior: 1º premio nel 2008)
- Ziyu He (Categoria Senior: 1º premio nel 2016)
- Diana Adamyan (Categoria Senior: 1º premio nel 2018)
- María Dueñas (Categoria Senior: 1º premio nel 2021))

Come hanno sottolineato sia Erica Jeal (il critico musicale del Guardian) che Gordon Back (il direttore artistico del concorso), vincere il primo premio non è garanzia di una carriera importante e a volte quelli che sono diventati famosi a livello internazionale non sono stati i vincitori del primo premio.

## Precedenti vincitori del premio
I premi vengono assegnati in due categorie: Senior per violinisti di età compresa tra 16 e 21 anni e Junior per violinisti di età inferiore ai 16 anni. I violinisti di 15 anni possono entrare nella categoria Senior se lo desiderano. La categoria Senior assegna premi in denaro ai primi quattro posti, mentre la categoria Junior assegna premi in denaro ai primi cinque posti. (Prima del 2002, il concorso vinceva anche il sesto, e occasionalmente il settimo premio nella categoria Junior). A partire dal 2016 il primo premio nella categoria Senior è di £ 10.000 e il primo premio nella categoria Junior di £ 5.000. Ci sono anche una serie di premi speciali. Nel 2018, per la prima volta nella storia della competizione, c'è stato un primo premio pari merito nella categoria Junior, Assegnato a Chloe Chua e Christian Lee, l'ultimo dei quali è stato il vincitore più giovane di sempre.

### Categoria Senior
| Anno | 1º Premio           | 2º Premio           | 3º Premio                | 4º Premio         |
| ---- | ------------------- | ------------------- | ------------------------ | ----------------- |
| 2021 | María Dueñas        | Simon Zhu           | Hana Chang               | Karisa Chiu       |
| 2018 | Diana Adamyan       | Nathan Mierdl       | Hyunjae Lim              | Tianyou Ma        |
| 2016 | Ziyu He             | SongHa Choi         | Yu-Ting Chen             | Jeein Kim         |
| 2014 | Stephen Waarts      | In Mo Yang          | Christine Seohyun Lim    | Stephen Kim       |
| 2012 | Kenneth Renshaw     | Ji Eun Anna Lee     | Alexi Kenney             | Siyan Guo         |
| 2010 | Xiang Yu            | Nigel Armstrong     | Suyeon Kang              | Ji Won Song       |
| 2008 | Ray Chen            | Jiafeng Chen        | Evgeny Sviridov          | Stella Chen       |
| 2006 | Hrachya Avanesyan   | Robin Scott         | Shuai Shi                | Sulki Yu          |
| 2004 | Hye-Jin Kim         | Daniel Khalikov     | Je Hye Lee               | Yusuke Hayashi    |
| 2002 | Soyoung Yoon        | Rintaro Omiya       | Simone Lamsma            | Maksim Brylinski  |
| 2000 | Akiko Ono           | Feng Ning           | Viatcheslav Chestiglazov | Chen Gu           |
| 1998 | Susie Park          | Akiko Ono           | Boris Brovtsyn           | Xu Yang           |
| 1995 | Lisa Kim            | Corina Belcea       | Yoo-Kyung Min            | Zhanna Tonaganyan |
| 1993 | Gabriela Demeterova | Alina Komissarova   | Stefan Milenkovich       | Marta Abraham     |
| 1991 | --                  | Qing Guo            | Evgeny Andrusenko        | Birgit Kolar      |
| 1989 | Joji Hattori        | Yuan-Qing Yu        | Bartlomiej Niziol        | Karen Lee         |
| 1987 | Elisabeth Glass     | Elisa Barston       | Zheng Qing               | Joji Hattori      |
| 1985 | Xiao-Dong Wang      | Tasmin Little       | Liang Chai               | Abigail Young     |
| 1983 | Leland Chen         | Isabelle van Keulen | Tasmin Little            | He Hong Ying      |

#### Altri premi

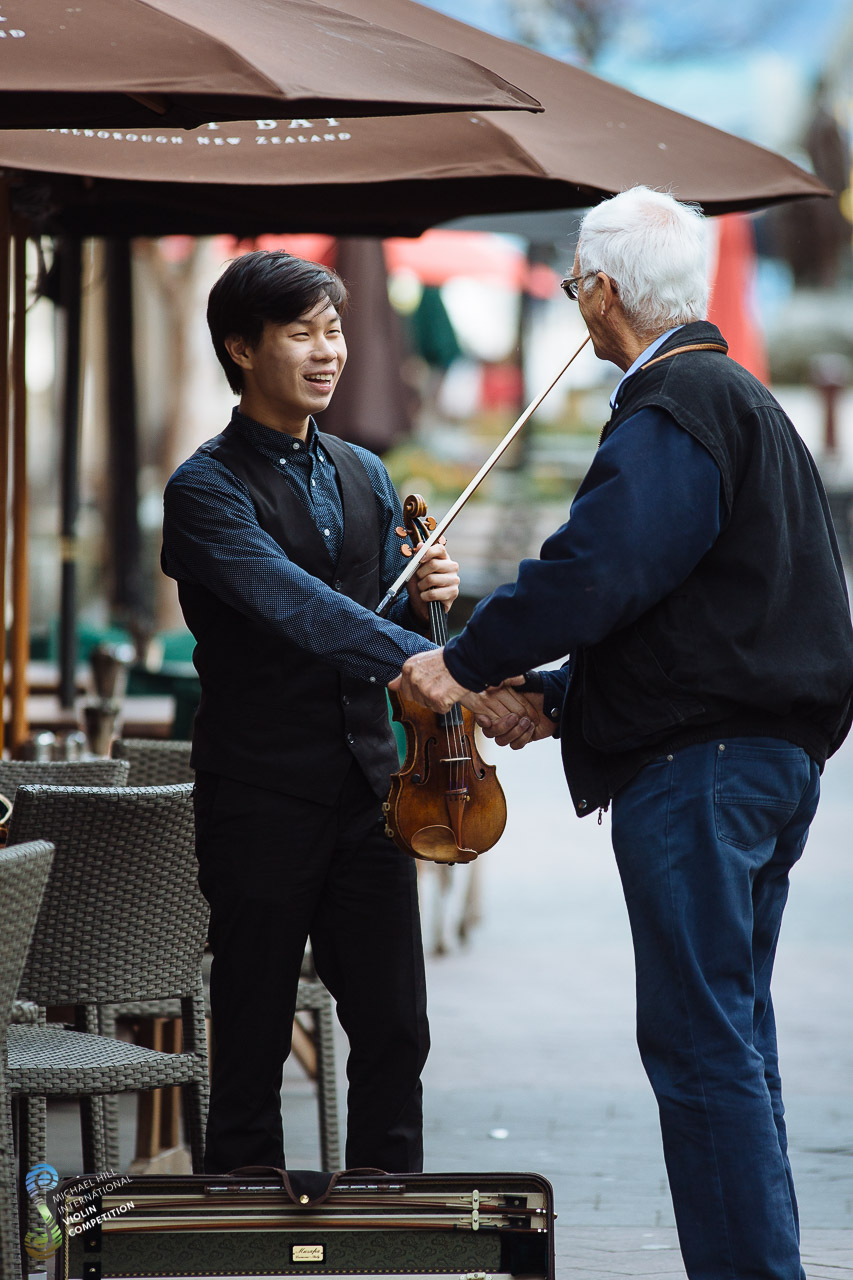
Timothy Chooi, winner of the 2014 EMCY Prize and the 2010 Violin Prize.

| Anno | Premio                                 | Nominativo                   |
| ---- | -------------------------------------- | ---------------------------- |
| 2014 | Premio EMCY                            | Timothy Chooi                |
| 2012 | Premio EMCY                            | Kenneth Renshaw              |
| 2012 | Premio Bach                            | Gabriel Ng                   |
| 2012 | Premio del Compositore                 | Victor Zeyu Li               |
| 2010 | Premio Violin                          | Timothy Chooi                |
| 2008 | Premio Bach                            | Evgeny Sviridov              |
| 2006 | Premio del Compositore                 | Samika Honda                 |
| 2006 | Outstanding Performance in Semi-Finals | Dragos Mihail Manza          |
| 2006 | Outstanding Performance in Semi-Finals | Mathieu van Bellen           |
| 2004 | Chamber Music Award                    | Anthony Sabberton            |
| 2002 | Premio del Compositore                 | Anna Savytska                |
| 1995 | Premio Audience                        | Lisa Kim                     |
| 1995 | Premio del Presidente                  | Lisa Kim + Natalia Lomeiko   |
| 1995 | Premio Bach                            | Zhanna Tonaganyan            |
| 1993 | Premio Audience                        | Gabriela Demeterova          |
| 1991 | Premio Bach                            | Qing Guo + Eugeny Andrusenko |
| 1991 | 5º Premio Senior                       | Nikolaj Znaider              |
| 1991 | Premio Audience                        | Nikolaj Znaider              |
| 1989 | Premio Bach                            | Joji Hattori                 |
| 1989 | Premio Audience                        | Joji Hattori                 |
| 1987 | Premio Bach                            | Elisabeth Glass + Zheng Qing |
| 1987 | Premio Audience                        | Elisa Barston                |
| 1985 | Premio Bach                            | Xiao-Dong Wang               |
| 1985 | Premio Tunnicliffe                     | Xiao-Dong Wang               |
| 1985 | Premio Audience                        | Abigail Young                |
| 1983 | Premio Bach                            | Leland Chen                  |
| 1983 | Premio Audience                        | Isabelle van Keulen          |
| 1983 | 5º Premio Senior                       | Dorota Siuda                 |
| 1983 | 6º Premio Senior                       | Micha Sugiura                |

### Categoria Junior
| Anno | 1º Premio               | 2º Premio         | 3º Premio             | 4º Premio          | 5º Premio         | 6º Premio            |
| ---- | ----------------------- | ----------------- | --------------------- | ------------------ | ----------------- | -------------------- |
| 2018 | Chloe Chua Christian Li | --                | Ruibing Liu           | Clara Shen         | Hina Khuong-Huu   | Guido Sant'Anna      |
| 2016 | Yesong Sophie Lee       | Kevin Miura       | Johan Dalene          | NaKyung Kang       | Anne Luisa Kramb  | --                   |
| 2014 | Rennosuke Fukuda        | Daniel Lozakovitj | Ludvig Gudim          | Alex Zhou          | Jaewon Wee        | --                   |
| 2012 | Kevin Zhu               | Soo-Been Lee      | Taiga Tojo            | Grace Clifford     | Yehun Jin         | --                   |
| 2010 | Kerson Leong            | Stephen Waarts    | Ji Eun Anna Lee       | Taiga Tojo         | Callum Smart      | --                   |
| 2008 | Chad Hoopes             | Dmitry Smirnov    | Mindy Chen            | Ke Zhu             | Seohyun Lim       | --                   |
| 2006 | Sunao Goko              | Fumiaki Miura     | Yu-Chien Tseng        | Robyn Bollinger    | Stella Chen       | Sirena Huang         |
| 2004 | Joel C. Link            | Danbi Um          | Ray Chen Yoo Jin Jang | --                 | Esther Kim        | --                   |
| 2002 | Chiharu Taki            | Yyun-Su Shin      | Markus Tanneberger    | Jennifer Pike      | Saki Shirokoji    | Alexandra Korobkina  |
| 2000 | Mi Sa Yang              | Alina Ibragimova  | Naoto Sakiya          | Yossif Ivanov      | Hye Jin Kim       | Ja Ram Kim           |
| 1998 | Zhi-Jiong Wang          | Oleg Yatsina      | Mikhail Simonyan      | Mayuko Kamio       | Sophie Moser      | Yoon Jung Cho        |
| 1995 | Julia Fischer           | Jeanne de Ricaud  | Piotr Kwasny          | Teruyoshi Shirata  | Daniel Khalikov   | Ilya Gringolts       |
| 1993 | Daishin Kashimoto       | Igor Malinovsky   | Wei Wei Le            | Yi Jia Hou         | Natasha Lomeiko   | Akiko Ono 小野明子   |
| 1991 | Ning Kam                | Wen-Lei Gu        | Jennifer Koh          | Yonatan Gandelsman | Natsuko Yoshimoto | Mona Marie Knock     |
| 1989 | Livia Sohn              | Sylvie Sentenac   | Mu Na                 | Jennifer Koh       | Ye Sha            | Krzysztof Baranowski |
| 1987 | Dong Qun                | Bartlomiej Niziol | Suzy Whang            | Ryotaro Ito        | David Chan        | Carla Kihlstedt      |
| 1985 | Chang Guo               | Elizabeth Glass   | Scott St. John        | Lara St. John      | David Le Page     | Chwan-Liang Lee      |
| 1983 | Xiao-Dong Wang          | Zheng-Rong Wang   | Le Zhang              | Julian Shevlin     | Lu Siqing         | Eunice Lee           |

#### Altri premi
| Anno | Premio                   | Nominativo        |
| ---- | ------------------------ | ----------------- |
| 2012 | Premio del Compositore   | Kevin Zhu         |
| 2010 | Premio EMCY              | Guro Kleven Hagen |
| 2008 | Premio del Compositore   | Yu-Ah Ok          |
| 2002 | Premio Speciale Chairman | Esther Kim        |
| 1995 | 7º Premio Junior         | Sally Cooper      |
| 1991 | Premio Audience          | Jennifer Koh      |
| 1989 | Premio Audience          | Livia Sohn        |
| 1987 | Premio Audience          | Suzy Whang        |
| 1985 | Premio Audience          | Scott St. John    |